# Orgy
Orgy – amerykański zespół muzyczny grający muzykę określaną jako deathpop (nazwa wymyślona przez zespół) pochodzący z Los Angeles.
Muzyka i image zespołu nawiązuje do lat 80. Orgy jest pierwszym zespołem wydanym w wytwórni założonej przez Korna. Jonathan Davis reklamował ich jako "Duran Duran lat 90.". Na rynku muzycznym zaistnieli dzięki coverowi "Blue Monday" zespołu New Order.

## Skład
- Jay Gordon – śpiew
- Amir Derakh – gitara, syntezator
- Ryan Shuck – gitara
- Paige Haley – gitara basowa
- Bobby Hewitt – perkusja

## Dyskografia
- Candyass (1998)
- Vapor Transmission (2000)
- Punk Statik Paranoia (2004)
- Talk sick (2005)

## Teledyski
Z Candyass:
- Blue Monday (1998)
- Stitches (1999)

Z Vapor Transmission:
- Fiction (Dreams In Digital) (2000)
- Opticon (2000)

Z Punk Statik Paranoia:
- Vague (2004)